# Шамин, Николай Алексеевич
Николай Алексеевич Ша́мин (1903—1973) — советский инженер-металлург, дважды лауреат Сталинской премии.

## Биография
Член ВКП(б) с 1932 года.
Окончил МВТУ имени Н. Э. Баумана в 1929 году, до 1932 года работал в ЦАГИ, в том числе в организованной им металлургической лаборатории.
В 1932—1937 годах начальник сталелитейного цеха завода «Электросталь». В 1937—1940 годах главный металлург НКМЗ имени В. И. Ленина.
В 1940—1952 годах главный металлург наркомата тяжёлой промышленности СССР.
В 1952—1959 годах начальник отдела металлургии и член коллегии Комитета стандартов СМ СССР.
Скоропостижно умер 19 ноября 1973 года. Похоронен в Москве на Ваганьковском кладбище.
Сын — Алексей Николаевич Шамин (1931—2002), доктор химических наук, профессор.

## Награды и премии
- Сталинская премия первой степени (1943) — за коренное усовершенствование технологии производства боеприпасов
- Сталинская премия второй степени (1949) — за разработку технологии и организацию производства уникальных отливок и поковок
- орден Трудового Красного Знамени
- медали